# Julius Krautz
Julius Krautz (* 11. September 1843 in Zehden; † 24. April 1921 in Rüdersdorf bei Berlin) war ein preußischer Scharfrichter.
Julius Krautz gilt als bekanntester Scharfrichter der deutschen Geschichte. Auf ihn geht die Kleidung zurück, die man gemeinhin mit dem Amt verbindet: Frack, weiße Handschuhe und Zylinder.

## Leben
Als 16. Kind eines Zehdener Abdeckers begann er zunächst eine Lehre als Konditor, die er nicht beendete. Er verließ seine Heimatstadt und ging 1857 im Alter von 14 Jahren nach Jerichow bei Tangermünde, um beim dortigen Abdecker sein Handwerk zu lernen. Anschließend arbeitete Krautz in verschiedenen Abdeckereien. Er leistete seinen Militärdienst im preußischen Heer, nahm an den Kriegen von 1866 und 1870/1871 teil, wurde zum Unteroffizier befördert und mit dem Eisernen Kreuz ausgezeichnet. Er ging nach Berlin und wurde Werkführer der großen Berliner fiskalischen Abdeckerei auf dem Wedding. Später nahm er die Stelle des Scharfrichters an.
Seine erste Hinrichtung am 16. August 1878 war die des Anarchisten Max Hödel, der am 12. Mai 1878 ein Revolverattentat auf Kaiser Wilhelm I. verübt hatte. In Berlin wurden Enthauptungen zu dieser Zeit mit einem Handbeil, dem so genannten Richtbeil, durchgeführt. Da Krautz zu diesem Zeitpunkt noch kein eigenes Richtbeil besaß, lieh er sich aus dem Märkischen Provinzial-Museum in Berlin die Kopie eines Richtbeiles. Dieses hatte der in Magdeburg tätige Scharfrichter Friedrich Reindel im März 1876 dorthin für Ausstellungszwecke ausgeliehen. Das Beil und der Richtblock sind noch heute im Berliner Märkischen Museum zu sehen. Wenig später erhielt Krautz dann sein eigenes Richtbeil.
Bis zum April 1889 enthauptete Krautz 53 Männer und eine Frau, davon acht in Berlin und der Mark Brandenburg, 36 in preußischen Provinzen und zehn in nichtpreußischen Ländern. Pro Hinrichtung erhielt Krautz als Scharfrichter 300 bis 500 Mark, musste davon jedoch seine notwendigen Auslagen für sich und seine drei Gehilfen tragen, sodass der Reingewinn rund 150 Mark pro Hinrichtung betrug.
Bei einer Schlägerei in einem Wirtshaus erschlug Krautz im April 1889 in Notwehr seinen ehemaligen Gehilfen Gummich, wurde verhaftet, vor Gericht gestellt und freigesprochen. Die Berliner Justiz verzichtete jedoch in Folge auf die Dienste von Krautz als Scharfrichter.
Zu fast legendärer Berühmtheit gelangte der über 3000-seitige Kolportageroman Der Scharfrichter von Berlin, Roman nach Acten, Aufzeichnungen und Mittheilungen des Scharfrichters Julius Krautz. Trotz seines hohen Preises von 13 Goldmark fand das 1889 publizierte Werk eine Viertelmillion Käufer. Das in 130 Heften à zehn Pfennige wöchentlich herausgegebene Werk hatte 260.000 Abonnenten. Der Roman soll unter Berliner Dienstmädchen weite Verbreitung gefunden haben. Kompositorisch baut er sich aus einer Kettelung von Sensationen auf, wobei die Höhepunkte wie im Bänkelsang auf einer wenig ausgearbeiteten Handlungsfolge aufgetragen sind. Die ersten Kapitel bieten unter anderem folgende Aktionen: „Hinrichtung eines unschuldigen Mädchens, Sturz einer Artistin vom Trapez, Racheschwur, Kindsraub, Verbrecherjagd, Flucht der Hingerichteten, Vorbereitungen für Kindsmord, Flucht mit Kind, Eisenbahnunfall, Ehebruch“ etc.
Krautz pachtete danach eine Rossschlächterei und war auch als Gastwirt tätig. Sein Richtbeil verkaufte er an Castans Panoptikum an der Friedrichstraße in Berlin, wo es nach 1920 verloren ging. Später zog er nach Burig bei Neu Zittau östlich von Berlin. Um die Jahrhundertwende war Krautz der bekannteste Vertreter seiner Zunft. Der Arzt und Gehirnphysiologe Ernst Below berichtete in seinen Erinnerungen Ein Sonntagmorgen in Dalldorf von einem Scharfrichter Krautz, der in einer alten Abdeckerei hauste.
Das Volksfest anlässlich des 10. Deutschen Bundesschießens in Berlin-Pankow verzeichnete 1890 unter den Attraktionen: „Eppmann, Vertr. Reiber, Richtwerkzeuge des Scharfrichters Krautz“.